# 2000年夏季奥林匹克运动会尼泊尔代表团
2000年夏季奥林匹克运动会尼泊尔代表团是尼泊尔派出的2000年夏季奥林匹克运动会代表团。